# Kuh-e Deh-e Hindu
Kuh-e Deh-e Hindu är ett berg i Afghanistan. Det ligger i provinsen Wardak, i den nordöstra delen av landet, 40 kilometer sydväst om huvudstaden Kabul. Toppen på Kuh-e Deh-e Hindu är 2 985 meter över havet.
Närmaste större samhälle är Maydan Shahr, 13 kilometer nordost om Kuh-e Deh-e Hindu. 